# MUSIC (алгоритм)

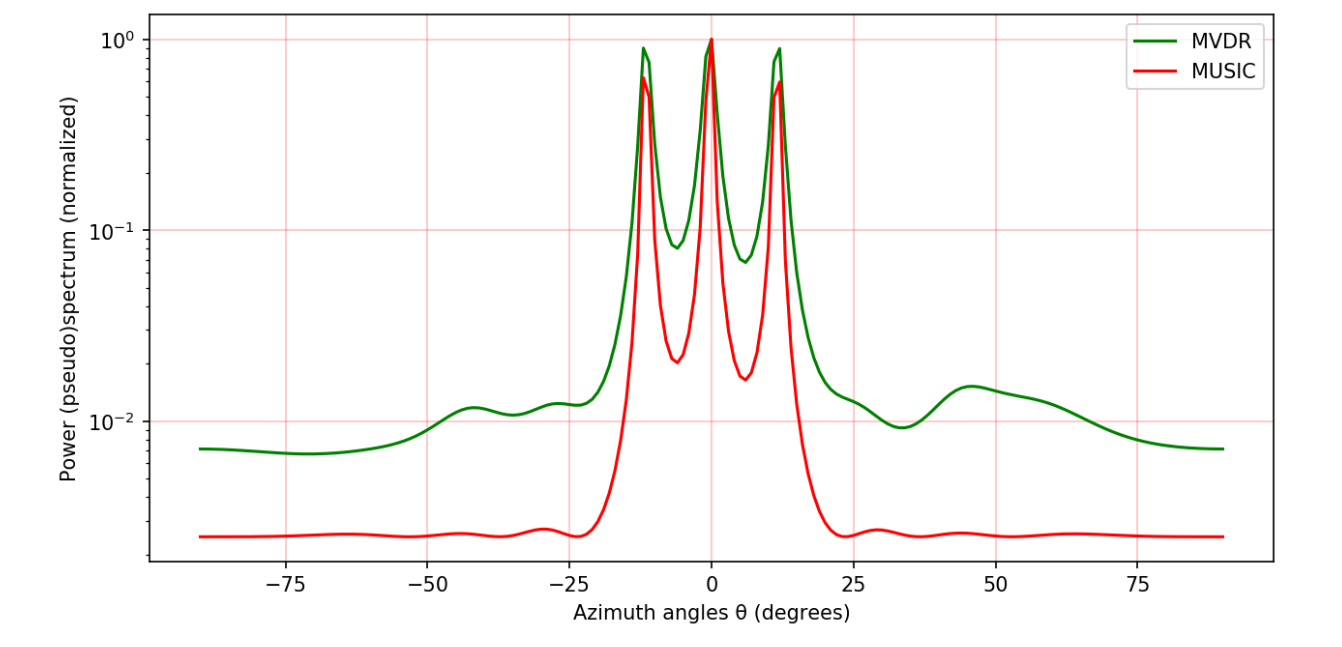
Оценка пространственных частот (углов прихода ЭМ волн) на основе алгоритма MUSIC

MUSIC (англ. multiple signal classification) — алгоритм, используемый для оценивания частот суммы синусоид на фоне шумов по серии измерений и определения угловых координат множества источников сигналов в цифровых антенных решётках.

## Описание
Для оценки частоты или угловых координат источников сигналов в линейной цифровой антенной решётке
формируется функция
{\displaystyle {\hat {P}}_{MU}(e^{j\omega })={\frac {1}{\sum _{i=p+1}^{M}|\mathbf {e} ^{H}\mathbf {v} _{i}|^{2}}},}
где {\displaystyle \mathbf {v} _{i}} — собственный вектор шумов,
{\displaystyle \mathbf {e} ={\begin{bmatrix}1&e^{j\omega }&e^{j2\omega }&\cdots &e^{j(M-1)\omega }\end{bmatrix}}^{T}} — сканирующий вектор.
Определение указанных параметров сигналов осуществляется по локальным максимумам нелинейной функции {\displaystyle {\hat {P}}_{MU}(e^{j\omega })}.